# Козловский комбинат автофургонов
Козловский комбинат автофургонов (ныне ООО «Автофургон») — одно из старейших в России предприятий по производству автофургонов. Расположено в г. Козловка Чувашской республики.

## История
До Октябрьской революции на территории будущего комбината располагался «Комаровский винокуренный завод торгового дома С. Т. Забродин и наследники». Площадь имения составляла 184 дес. Основная часть земель сдавалась в аренду местным крестьянам.
В 1918 году усадьба была конфискована. Позднее на её базе возник колхоз им. С. П. Середы. В конце 1920-х — начале 1930-х, в результате создания Козловского завода строительных деталей, колхоз был упразднен. Территории бывшего имения Забродиных отошли к новому предприятию (ныне — Козловский комбинат автофургонов). В 1932 году, по окончании строительства, завод начал выпуск «сборных домов и строител. деталей для промышленности».

### Завод в годы Великой Отечественной войны
В годы войны на территории предприятия работал эвакуированный завод № 494 Наркомата авиационной промышленности, производивший санитарные самолеты для передовой.
В 1942 году предприятие увеличило выпуск товарной продукции в 1,23 раза (по сравнению с показателями 1941 года); в 1943 году объём производства вырос в 1,6 раза, а в 1944 году — в 3,1 раза.
Коллектив завода (вслед за рабочими-комсомольцами) принял активное участие в сборе средств на строительство боевых самолётов. Комсомольцы предприятия взяли шефство над местным госпиталем, опекая раненых солдат. Немало рабочих завода воевали на различных фронтах Великой отечественной; многие из них не вернулись с войны.
Указом Президиума ВС СССР от 16.09.1945, пятеро рабочих были награждены орденом Трудового Красного Знамени, шестеро — орденом Красной звезды, девятеро — орденом «Знак Почета», трое — медалью «За трудовое отличие» и четверо — медалью «За трудовую доблесть».

### Послевоенный период (до начала 1990-х)
С конца 1960-х завод специализировался на выпуске фургонов для военных автомашин. В 1975 году, в результате создания новых цехов и увеличения ассортимента изделий, Козловский завод автофургонов был преобразован в комбинат.
1970-80-е годы стали особо успешными для предприятия. В это время, под руководством А. М. Соловья, были реконструированы цеха и здания, проложены дороги с твердым покрытием, открыты новые корпуса. В 1981 году в честь полувекового юбилея и за успехи в производстве комбинат был награждён орденом «Знак Почета». Достижения отдельных работников предприятия были отмечены почетными званиями (Заслуженный работник промышленности Чувашской АССР, Заслуженный рационализатор РСФСР) и иными государственными наградами (такими, как орден Ленина, орден Октябрьской революции, орден Трудового Красного знамени и пр.).
Переход к рыночной экономике был затруднен ориентацией производства на заказы военного ведомства. Потребность в конверсии привела к расширению номенклатуры и переходу на выпуск гражданской продукции: товарных фургонов на шасси ГАЗ; кузовов с морозильной установкой; так называемых «щеповозов» (подвижных кузовов) для нужд лесной промышленности, и т. п.